# BS民放5局共同特別番組
『BS民放5局共同特別番組』（びーえすみんぽう5きょく きょうどうとくべつばんぐみ）は、2000年12月1日に開局したBS日テレ、BS朝日、BS-TBS（開局当初はBS-i）、BSテレ東（2018年9月まではBSジャパン）、BSフジの、在京キー局系のBS衛星放送5社が共同で制作、放送している番組。
2006年にスタートし、毎年年末年始をかけて（2017年・2018年・2021年・2025年は3月、2019年は12月）、統一したテーマ・コンセプトを定めて、各局が日替わり（2017年・2019年・2021年を除く）で番組を製作・放送して展開する。なお2016年・2020年・2024年は企画放送されなかった。

## 年度ごとのテーマと放送内容
| 放送年度     | テーマ                                                              | 番組名                                                                     | 制作局                                                    | 放送日                       | 備考                                                    |
| ------------ | ------------------------------------------------------------------- | -------------------------------------------------------------------------- | --------------------------------------------------------- | ---------------------------- | ------------------------------------------------------- |
| 2004年       | キャッチボール ICHIRO meats you                                     |                                                                            | BS日テレ                                                  | 2004年2月14日                |                                                         |
| 2004年       | キャッチボール ICHIRO meats you                                     |                                                                            | BS-i                                                      | 2004年2月11日                |                                                         |
| 2004年       | キャッチボール ICHIRO meats you                                     |                                                                            | BSフジ                                                    | 2004年2月11日                |                                                         |
| 2004年       | キャッチボール ICHIRO meats you                                     |                                                                            | BS朝日                                                    | 2004年2月15日                |                                                         |
| 2004年       | キャッチボール ICHIRO meats you                                     |                                                                            | BSジャパン                                                | 2004年2月14日                |                                                         |
| 2005年       | MYFIELD                                                             |                                                                            | BS日テレ                                                  | 2005年3月12日                |                                                         |
| 2005年       | MYFIELD                                                             | BS-i                                                                       |                                                           | 2005年3月12日                |                                                         |
| 2005年       | MYFIELD                                                             | BSフジ                                                                     |                                                           | 2005年3月12日                |                                                         |
| 2005年       | MYFIELD                                                             | BS朝日                                                                     |                                                           | 2005年3月12日                |                                                         |
| 2005年       | MYFIELD                                                             | BSジャパン                                                                 |                                                           | 2005年3月12日                |                                                         |
| 2006年       |                                                                     |                                                                            |                                                           |                              |                                                         |
| 2007年[1]    | 新・日本風景 100年後に残したい日本の姿                              | 九州・沖縄編 （ナレーター・堺雅人）                                        | BS日テレ                                                  | 2007年12月28日               |                                                         |
| 2007年[1]    | 新・日本風景 100年後に残したい日本の姿                              | 中国・四国編 （ナレーター・中村梅雀）                                      | BS朝日                                                    | 2007年12月29日               |                                                         |
| 2007年[1]    | 新・日本風景 100年後に残したい日本の姿                              | 北陸・東海・近畿編 （ナレーター・古谷一行）                                | BSジャパン （現・BSテレ東）                               | 2007年12月30日               |                                                         |
| 2007年[1]    | 新・日本風景 100年後に残したい日本の姿                              | 関東・甲信越編 （ナレーター・林家正蔵）                                    | BSフジ                                                    | 2008年1月1日                 |                                                         |
| 2007年[1]    | 新・日本風景 100年後に残したい日本の姿                              | 北海道・東北編 （ナレーター・倍賞千恵子）                                  | BS-i （現・BS-TBS）                                       | 2008年1月2日                 |                                                         |
| 2008年[2][3] | LANDSCAPE 〜アスリート、その視線の彼方〜                            | 杉山愛                                                                     | BS朝日                                                    | 2008年12月28日               |                                                         |
| 2008年[2][3] | LANDSCAPE 〜アスリート、その視線の彼方〜                            | 北島康介                                                                   | BSジャパン （現・BSテレ東）                               | 2008年12月29日               |                                                         |
| 2008年[2][3] | LANDSCAPE 〜アスリート、その視線の彼方〜                            | 為末大                                                                     | BS日テレ                                                  | 2008年12月30日               |                                                         |
| 2008年[2][3] | LANDSCAPE 〜アスリート、その視線の彼方〜                            | 田中将大                                                                   | BS-i （現・BS-TBS）                                       | 2009年1月1日                 |                                                         |
| 2008年[2][3] | LANDSCAPE 〜アスリート、その視線の彼方〜                            | 上田桃子                                                                   | BSフジ                                                    | 2009年1月2日                 |                                                         |
| 2009年[4]    | 2010+ 未来へのエンジン                                              | 王貞治、夢を継ぐ 若きサムライたち                                          | BS日テレ                                                  | 2009年12月29日               |                                                         |
| 2009年[4]    | 2010+ 未来へのエンジン                                              | 王貞治、 終わりなき情熱                                                    | BS朝日                                                    | 2009年12月30日               |                                                         |
| 2009年[4]    | 2010+ 未来へのエンジン                                              | 熱狂の創造者・ 松浦勝人のキセキ                                            | BS-TBS                                                    | 2010年1月1日                 |                                                         |
| 2009年[4]    | 2010+ 未来へのエンジン                                              | 世界を動かす創造力・ 日本映画界の宝物                                      | BSジャパン （現・BSテレ東）                               | 2010年1月2日                 |                                                         |
| 2009年[4]    | 2010+ 未来へのエンジン                                              | 境界なきプロデューサー・ 小林武史の世界                                    | BSフジ                                                    | 2010年1月3日                 |                                                         |
| 2010年[5]    | ヒューマン・コラボレーション 〜挑み続ける人々・テイクオフの瞬間〜」 | 未来へ挑む! 宇宙を究める者たち                                             | BSフジ                                                    | 2010年12月29日               |                                                         |
| 2010年[5]    | ヒューマン・コラボレーション 〜挑み続ける人々・テイクオフの瞬間〜」 | 頂点を知るアスリート 僕たちまだまだ修行中                                  | BS日テレ                                                  | 2010年12月30日               |                                                         |
| 2010年[5]    | ヒューマン・コラボレーション 〜挑み続ける人々・テイクオフの瞬間〜」 | 世界で勝つ! 日本サッカー「ブラジル2014」への道                             | BS-TBS                                                    | 2011年1月1日                 |                                                         |
| 2010年[5]    | ヒューマン・コラボレーション 〜挑み続ける人々・テイクオフの瞬間〜」 | チェ・ジウ 日韓をつなぐ架け橋 韓国の歴史と世界遺産                         | BSジャパン （現・BSテレ東）                               | 2011年1月2日                 |                                                         |
| 2010年[5]    | ヒューマン・コラボレーション 〜挑み続ける人々・テイクオフの瞬間〜」 | 湘南から愛をこめて                                                         | BS朝日                                                    | 2011年1月3日                 |                                                         |
| 2011年[6]    | TASUKI・つながる想い                                                | 氷上の系譜 〜日本フィギュアの挑戦〜                                        | BS日テレ                                                  | 2011年12月29日               |                                                         |
| 2011年[6]    | TASUKI・つながる想い                                                | 海に未来を託して 〜俳優・谷原章介と深海に挑み続ける者たち〜                | BS朝日                                                    | 2011年12月30日               |                                                         |
| 2011年[6]    | TASUKI・つながる想い                                                | 日本サッカー挑戦の軌跡 〜レジェンドから若きサムライへ〜                    | BS-TBS                                                    | 2012年1月1日                 |                                                         |
| 2011年[6]    | TASUKI・つながる想い                                                | 僕たちにはいつも音楽があった 〜時代を超えて…歌い継ぎたいメロディー〜       | BSジャパン （現・BSテレ東）                               | 2012年1月2日                 |                                                         |
| 2011年[6]    | TASUKI・つながる想い                                                | 石原さとみが巡る!水の都・ヴェネツィア 〜受け継がれる1000年の伝統〜         | BSフジ                                                    | 2012年1月3日                 |                                                         |
| 2012年[7]    | STEP FORWARD 〜前進、その先へ〜                                     | 金メダルへの道 〜挑み続ける日本女子バレー〜                                | BS日テレ                                                  | 2012年12月29日               | BS朝日、BS-TBSにて再放送を実施。                        |
| 2012年[7]    | STEP FORWARD 〜前進、その先へ〜                                     | 石原さとみが巡る南ドイツ浪漫紀行 〜森と人と芸術と…明日に向かう挑戦の物語〜 | BS朝日                                                    | 2012年12月30日               | BS日テレ、BSフジにて再放送を実施。                      |
| 2012年[7]    | STEP FORWARD 〜前進、その先へ〜                                     | 宇崎竜童 〜40年目の通過点〜                                                | BS-TBS                                                    | 2013年1月1日                 | BS日テレ、BSジャパン （現・BSテレ東）にて再放送を実施。 |
| 2012年[7]    | STEP FORWARD 〜前進、その先へ〜                                     | 世界の頂点へ 〜サッカー日本代表の軌跡〜                                    | BSジャパン （現・BSテレ東）                               | 2013年1月2日                 | BS-TBS、BSフジにて再放送を実施。                        |
| 2012年[7]    | STEP FORWARD 〜前進、その先へ〜                                     | 夢のその先へ 〜新世代ロボットに託した想い〜                                | BSフジ                                                    | 2013年1月3日                 | BS朝日、BSジャパン （現・BSテレ東）にて再放送を実施。   |
| 2013年       | 久米宏のニッポン百年物語                                            | 「おいしさは力だった」（食の100年）                                        | BS日テレ                                                  | 2013年12月29日               |                                                         |
| 2013年       | 久米宏のニッポン百年物語                                            | 「日本人はなぜ長寿になったのか」（医学の100年）                            | BSフジ                                                    | 2013年12月30日               |                                                         |
| 2013年       | 久米宏のニッポン百年物語                                            | 「未来に残すべきニッポンの歌」（流行歌の100年）                            | BS-TBS                                                    | 2014年1月1日                 |                                                         |
| 2013年       | 久米宏のニッポン百年物語                                            | 「日本人は鉄道が作った?」（鉄道の100年）                                   | BS朝日                                                    | 2014年1月2日                 |                                                         |
| 2013年       | 久米宏のニッポン百年物語                                            | 「人生相談にみる日本人」（家族の100年）                                    | BSジャパン （現・BSテレ東）                               | 2014年1月3日                 |                                                         |
| 2014年       | 久米宏・未来への伝言 ニッポン百年物語                               | 「ベストセラー」                                                           | BS日テレ                                                  | 2014年12月28日               |                                                         |
| 2014年       | 久米宏・未来への伝言 ニッポン百年物語                               | 「人口」                                                                   | BSフジ                                                    | 2014年12月29日               |                                                         |
| 2014年       | 久米宏・未来への伝言 ニッポン百年物語                               | 「受験」                                                                   | BS朝日                                                    | 2014年12月30日               |                                                         |
| 2014年       | 久米宏・未来への伝言 ニッポン百年物語                               | 「バカ」                                                                   | BSジャパン （現・BSテレ東）                               | 2015年1月2日                 |                                                         |
| 2014年       | 久米宏・未来への伝言 ニッポン百年物語                               | 「美人」                                                                   | BS-TBS                                                    | 2015年1月3日                 |                                                         |
| 2015年       | バック・トゥ・ザ21世紀〜気づけば未来があふれてた〜                  | 「21世紀の仕事」                                                           | BS朝日                                                    | 2015年12月28日               |                                                         |
| 2015年       | バック・トゥ・ザ21世紀〜気づけば未来があふれてた〜                  | 「21世紀の女性」                                                           | BS-TBS                                                    | 2015年12月29日               |                                                         |
| 2015年       | バック・トゥ・ザ21世紀〜気づけば未来があふれてた〜                  | 「21世紀の怪物」                                                           | BS日テレ                                                  | 2015年12月30日               |                                                         |
| 2015年       | バック・トゥ・ザ21世紀〜気づけば未来があふれてた〜                  | 「21世紀の東京」                                                           | BSジャパン （現・BSテレ東）                               | 2016年1月2日                 |                                                         |
| 2015年       | バック・トゥ・ザ21世紀〜気づけば未来があふれてた〜                  | 「21世紀の時間」                                                           | BSフジ                                                    | 2016年1月3日                 |                                                         |
| 2017年       | ハレブタイ!ゆずとハタチでつくる“ありがとうコンサート”               | ハレブタイ!ゆずとハタチでつくる“ありがとうコンサート”                      | BS日テレ BS朝日 BS-TBS BSジャパン （現・BSテレ東） BSフジ | 2017年3月20日                | 全局で同時再放送。                                      |
| 2018年       | 池上彰の5夜連続BIG対談                                              | 橋田壽賀子「幸せな死に方とは」                                             | BSフジ                                                    | 2018年3月18日                |                                                         |
| 2018年       | 池上彰の5夜連続BIG対談                                              | 美輪明宏「生きるためのヒント」                                             | BS朝日                                                    | 2018年3月19日                |                                                         |
| 2018年       | 池上彰の5夜連続BIG対談                                              | 磯田道史「歴史から未来を拓く」                                             | BS-TBS                                                    | 2018年3月20日                |                                                         |
| 2018年       | 池上彰の5夜連続BIG対談                                              | ビートたけし「TVは死んだのか」                                             | BSジャパン （現・BSテレ東）                               | 2018年3月21日                |                                                         |
| 2018年       | 池上彰の5夜連続BIG対談                                              | 久米宏「わかりやすく伝えるには」                                           | BS日テレ                                                  | 2018年3月22日                |                                                         |
| 2019年       | 鶴瓶&安住の放送局漫遊記[8]                                          | BSフジLIVE プライムニュース                                                | BSフジ                                                    | 2019年12月1日                | BS日テレ、BS朝日にて再放送を実施。                      |
| 2019年       | 鶴瓶&安住の放送局漫遊記[8]                                          | 徳光和夫の名曲にっぽん[9]                                                  | BSテレ東                                                  | 2019年12月1日                | BS日テレ、BS朝日にて再放送を実施。                      |
| 2019年       | 鶴瓶&安住の放送局漫遊記[8]                                          | お笑い演芸館+                                                              | BS朝日                                                    | 2019年12月1日                | BS日テレ、BS朝日にて再放送を実施。                      |
| 2019年       | 鶴瓶&安住の放送局漫遊記[8]                                          | のとく番〜アイは世界を繋ぐ〜                                               | BS日テレ                                                  | 2019年12月1日                | BS日テレ、BS朝日にて再放送を実施。                      |
| 2019年       | 鶴瓶&安住の放送局漫遊記[8]                                          | 吉田類の酒場放浪記                                                         | BS-TBS                                                    | 2019年12月1日                | BS日テレ、BS朝日にて再放送を実施。                      |
| 2019年       | 鶴瓶&安住の放送局漫遊記[8]                                          | 鶴瓶&安住の放送局漫遊記 〜グランドフィナーレ〜                             | BS日テレ BS朝日 BS-TBS BSテレ東 BSフジ                    | 2019年12月1日                | 4局同時ネット。 BSテレ東のみ「第2部」として放送。       |
| 2021年       | バナナマンのBSはササルTV ズブズブスペシャル![10]                    | 「食」                                                                     | BSフジ                                                    | 2021年3月20日                |                                                         |
| 2021年       | バナナマンのBSはササルTV ズブズブスペシャル![10]                    | 「アウトドア」                                                             | BS日テレ                                                  | 2021年3月20日                |                                                         |
| 2021年       | バナナマンのBSはササルTV ズブズブスペシャル![10]                    | 「報道」                                                                   | BSテレ東                                                  | 2021年3月20日                |                                                         |
| 2021年       | バナナマンのBSはササルTV ズブズブスペシャル![10]                    | 「旅」                                                                     | BS朝日                                                    | 2021年3月20日                |                                                         |
| 2021年       | バナナマンのBSはササルTV ズブズブスペシャル![10]                    | 「DEEP」                                                                   | BS-TBS                                                    | 2021年3月20日                |                                                         |
| 2021年       | バナナマンのBSはササルTV ズブズブスペシャル![10]                    | グランドフィナーレ                                                         | BS日テレ BS朝日 BS-TBS BSテレ東 BSフジ                    | 2021年3月20日                | 5局同時ネット。                                         |
| 2022年       | 民放BS5局×TOKIO みんなでBSをつくろう[11]                            | オープニング                                                               | 全局                                                      | 2022年3月13日 14:30 - 15:00  |                                                         |
| 2022年       | 民放BS5局×TOKIO みんなでBSをつくろう[11]                            | おぎやはぎの愛車遍歴                                                       | BS日テレ                                                  | 2022年3月15日 20:00 - 22:00  |                                                         |
| 2022年       | 民放BS5局×TOKIO みんなでBSをつくろう[11]                            | バナナマン日村が歩く!ウォーキングのひむ太郎スペシャル                      | BS朝日                                                    | 2022年3月17日 21:00 - 23:00  |                                                         |
| 2022年       | 民放BS5局×TOKIO みんなでBSをつくろう[11]                            | 突撃!隣のスゴイ家SP                                                        | BSテレ東                                                  | 2022年3月18日 19:00 - 21:00  |                                                         |
| 2022年       | 民放BS5局×TOKIO みんなでBSをつくろう[11]                            | 町中華で飲ろうぜSP                                                         | BS-TBS                                                    | 2022年3月19日 19:00 - 21:00  |                                                         |
| 2022年       | 民放BS5局×TOKIO みんなでBSをつくろう[11]                            | クイズ!脳ベルSHOWSP                                                        | BSフジ                                                    | 2022年3月20日 20:30 - 22:30  |                                                         |
| 2023年       | テレビが伝える“プロ野球”〜あの歴史的瞬間、そして、未来へ〜          |                                                                            |                                                           |                              |                                                         |
| 2023年       | テレビが伝える“プロ野球”〜あの歴史的瞬間、そして、未来へ〜          | 巨人90周年〜粋を継ぐ者〜                                                   | BS日テレ                                                  | 2023年12月16日 19:00 - 21:00 |                                                         |
| 2023年       | テレビが伝える“プロ野球”〜あの歴史的瞬間、そして、未来へ〜          | どん底を味わったサムライたち                                               | BSフジ                                                    | 2023年12月17日 18:00 - 19:55 |                                                         |
| 2023年       | テレビが伝える“プロ野球”〜あの歴史的瞬間、そして、未来へ〜          | サムライの魂を持つ男                                                       | BSテレ東                                                  | 2023年12月18日 19:00 - 20:54 |                                                         |
| 2023年       | テレビが伝える“プロ野球”〜あの歴史的瞬間、そして、未来へ〜          | MLB歴代日本人選手の軌跡                                                    | BS-TBS                                                    | 2023年12月19日 21:00 - 22:54 |                                                         |
| 2023年       | テレビが伝える“プロ野球”〜あの歴史的瞬間、そして、未来へ〜          | 輝く我が名ぞ!栄光の阪神タイガース物語                                      | BS朝日                                                    | 2023年12月20日 20:00 - 21:54 |                                                         |
| 2025年       | 今、BSが伝える野球[12]                                              |                                                                            |                                                           |                              |                                                         |
| 2025年       | 今、BSが伝える野球[12]                                              | 聖地があるからドラマが生まれる 101年目の甲子園 阪神タイガース90年          | BS朝日                                                    | 2025年3月1日 21:00 - 22:54   |                                                         |
| 2025年       | 今、BSが伝える野球[12]                                              | プロ野球記録大全～球史に刻まれた記録と記憶～                               | BSフジ                                                    | 2025年3月2日 18:00 - 20:00   |                                                         |
| 2025年       | 今、BSが伝える野球[12]                                              | 昭和・平成・令和の巨人ベストナイン～最強選手の最強伝説～                   | BS日テレ                                                  | 2025年3月8日 19:00 - 21:00   |                                                         |
| 2025年       | 今、BSが伝える野球[12]                                              | 密着!イチロー米国野球殿堂入りSP                                            | BS-TBS                                                    | 2025年3月8日 21:00 - 22:54   |                                                         |
| 2025年       | 今、BSが伝える野球[12]                                              | 菅野智之の挑戦には物語がある                                               | BSテレ東                                                  | 2025年3月9日 18:55 - 20:54   |                                                         |

### 備考
- 初回放送の放送時間は、後述を除き、全て21:00 - 23:00に放送されている。
- 2017年の『ハレブタイ!』は、17:00 - 19:54に放送された。なお、史上初の5局による全国同時一斉放送となった。
- 2019年の『放送局漫遊記』は13時よりBSフジ→BSテレ東→BS朝日→BS日テレ→BS-TBSの順に各局ごとに90分のリレー方式で生放送され、BS-TBSの生放送終了後、20:30 - 21:00にBSテレ東を除く4局同時放送[14]でグランドフィナーレが生放送された[15][16]。なお、BSテレ東のみ、22:30 - 23:00に「グランドフィナーレ延長戦」を録画放送（生放送終了後に収録し、撮って出し方式）した[16]。12月23日の19:00 - 21:00にBS朝日で『お笑い演芸館+』パートとグランドフィナーレ延長戦が、12月26日の19:00 - 23:55にBS日テレで『のとく番〜アイは世界を繋ぐ〜』[17]がそれぞれ再放送された。
- 2021年の『「BSは」ササルTV』は13時よりBSフジ→BS日テレ→BSテレ東→BS朝日→BS-TBSの順に各局ごとに90分のリレー方式で生放送を行い、BS-TBSの生放送終了後の20:30 - 21:00に5局同時生放送でグランドフィナーレを行った[18]。

## それ以外の共同特別番組
上記の共同特別番組のほかに複数のBS放送局で特別番組を制作し、放送されたケースが存在する。
- 2018年については上記の『池上彰の5夜連続BIG対談』とは別に同年12月1日に放送開始した4K放送を記念して、翌年（2019年）9月1日に放送開始するBS日テレを除く[19]BS民放4局共同制作で滝川クリステル司会のBS4K開局特番『BS4K開始“発”生特番～日本で最高に美しい映像お見せします～』を2018年12月1日朝10時（2K放送は9時45分）からBS民放4局で同時放送。同年12月1日から翌2日にかけて『大いなる鉄路 16,000km走破 東京発→パリ行き』をBSフジ4K→BS朝日4K→BS-TBS4K→BSテレ東4Kの順でリレー放送した[21][22]。
- 2020年は同年12月を新4K8K強化月間とし、日本放送協会（NHK）とBS民放5局が共同で「新4K8K衛星放送で見ようよ!月間」キャンペーンを行うことから、特別番組『新4K8K衛星放送で見ようよ!』を前述の6局が共同制作。小野寺結衣の進行で総務大臣の武田良太、NHK会長の前田晃伸、日本テレビ放送網代表取締役会長で日本民間放送連盟（民放連）会長の大久保好男の挨拶とNHKとBS民放5局のおすすめ番組を紹介。NHKとBS民放5局にて同年11月中旬から12月末にかけて、各自放送された[23][24][25]。2021年[26]と2022年[27]にも同様のキャンペーンを行ったため、6局共同制作による特別番組が放送された[28][29][30][31]。